# Mecynometa globosa
Mecynometa globosa là một loài nhện trong họ Tetragnathidae.
Loài này thuộc chi Mecynometa. Mecynometa globosa được Octavius Pickard-Cambridge miêu tả năm 1889.